# Raksha Bandhan

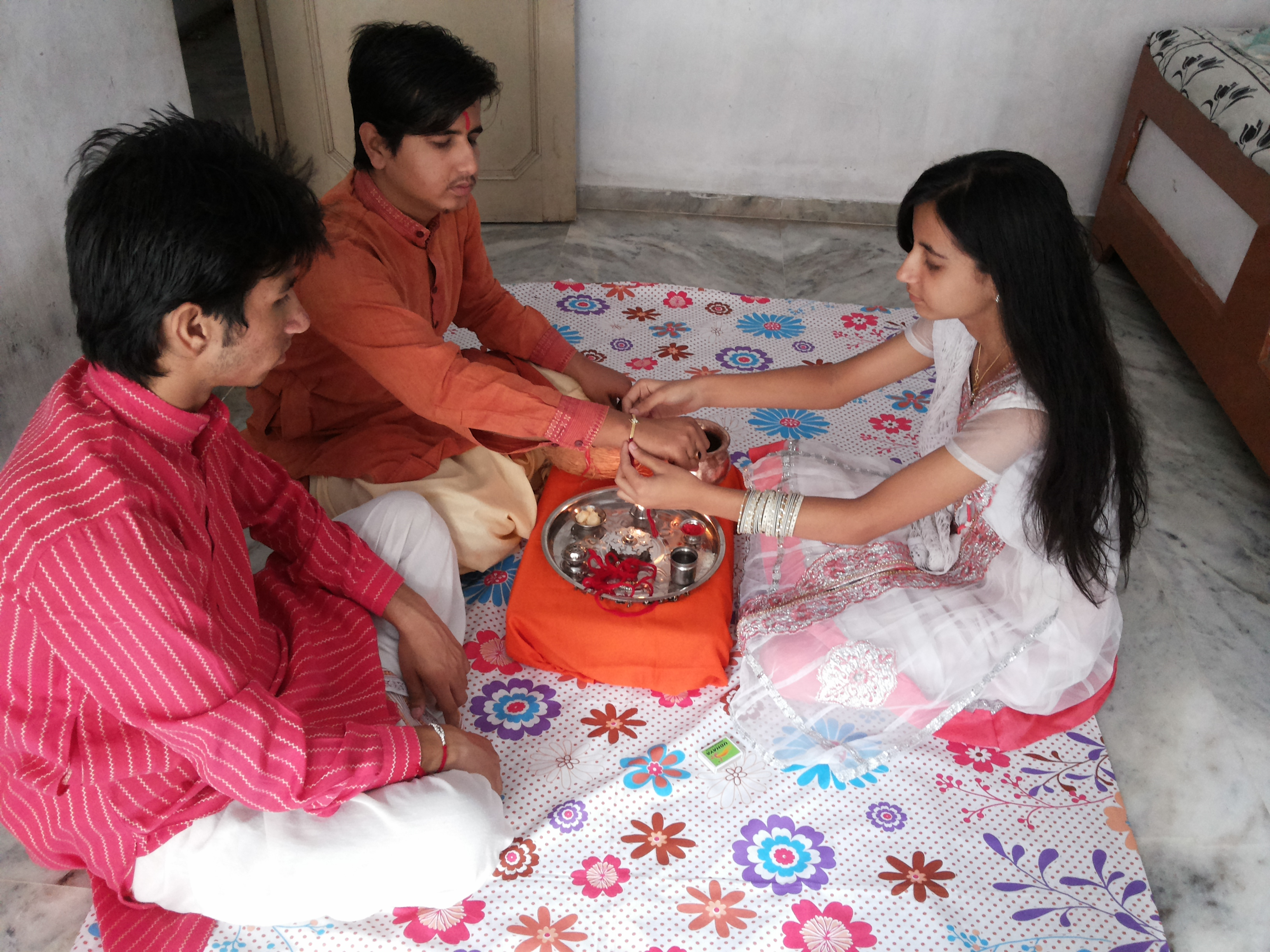
Syster som binder en rakhi om sin brors handled.

Raksha bandhan (sanskr. "Skyddets band", även Rakhi), hinduisk helg vid fullmånen i månaden shravana, för att fira syskonskapet bror-syster.
Vid firandet binder en syster en rakhi (en helig tråd)kring sin brors handled. Brodern erbjuder i gengäld sin syster en gåva och utfäster sig att se efter henne. Denna ritual utförs inte nödvändigtvis mellan syskon av blodet. I många fall har en indisk kvinna bett om beskydd från en man genom att binda den heliga tråden.
Det berättas att Rani Karnavati i Chittor sände en rakhi till stormogulen Humajun när hon kände sig hotad av fursten av Mewar. Humajun besvarade denna begäran genom att genast avbryta ett fälttåg och rida till Ranis hjälp.